# Chlorogomphus speciosus
Chlorogomphus speciosus is een echte libel (Anisoptera) uit de familie van de Chlorogomphidae.
De soort staat op de Rode Lijst van de IUCN als onzeker, beoordelingsjaar 2010.
De wetenschappelijke naam van de soort werd in 1891 als Orogomphus speciosus gepubliceerd door Edmond de Sélys Longchamps.